# اچ‌ام‌اس اوون (۱۸۰۵)
اچ‌ام‌اس اوون (۱۸۰۵) (به انگلیسی: HMS Avon (1805)) یک کشتی بود که طول آن ۱۰۰ فوت ۰ اینچ (۳۰٫۵ متر) بود. این کشتی در سال ۱۸۰۵ ساخته شد.